# Петър Даракчиев
Петър Райчев Даракчиев, наричан Бечо Даракчията, е български революционер, деец на Вътрешната македоно-одринска революционна организация.

## Биография
Петър Даракчиев е в 1879 година в пашмаклийското село Чокманово, тогава в Османската империя, днес в България. В 1901 година е член на ВМОРО. През Илинденско-преображенското въстание е помощник войвода на четата на Никола Гюмюшев. След въстанието от 1904 година е самостоятелен войвода в Ахъчелебийско. Загива в 1907 година при нещастен случай.